# Marais des basses vallées de la Juine et de l'Essonne
Marais des basses vallées de la Juine et de l'Essonne este o arie protejată (sit de importanță comunitară — SCI) din Franța întinsă pe o suprafață de 397 ha, integral pe uscat.

## Localizare
Centrul sitului Marais des basses vallées de la Juine et de l'Essonne este situat la coordonatele 48°33′26″N 2°23′38″E / 48.55722°N 2.39389°E.

## Înființare
Situl Marais des basses vallées de la Juine et de l'Essonne a fost declarat arie specială de conservare în baza directivei 92/43 din 1992 referitoare la conservarea habitatelor naturale și a faunei și florei sălbatice pentru a proteja 5 specii de animale.

## Biodiversitate
Situată în ecoregiunea atlantică, aria protejată conține 9 habitate naturale: Păduri aluvionare cu Alnus glutinosa și Fraxinus excelsior (Alno-Padion, Alnion incanae, Salicion albae), Mlaștini calcaroase cu Cladium mariscus și specii de Caricion davallianae, Liziere de ierburi înalte hidrofile de câmpie și de nivel montan până la alpin, Lacuri eutrofice naturale cu vegetație de tip Magnopotamion sau Hydrocharition, Cursuri de apă de la nivel de câmpie la nivel montan, cu vegetație Ranunculion fluitantis și Callitricho-Batrachion, Râuri cu maluri nămoloase cu vegetație de Chenopodion rubri p.p. și Bidention p.p., Pajiști cu Molinia pe soluri calcaroase, turboase sau argilos-nămoloase (Molinion caeruleae), Fânețe de joasă altitudine (Alopecurus pratensis, Sanguisorba officinalis), Mlaștini alcaline.
La baza desemnării sitului se află mai multe specii protejate:
- amfibieni (1): triton cu creastă (Triturus cristatus)
- nevertebrate (3): Euplagia quadripunctaria, rădașcă (Lucanus cervus), Vertigo moulinsiana
- pești (1): boarță (Rhodeus amarus)

Pe lângă speciile protejate, pe teritoriul sitului au mai fost identificate 3 specii de plante.